# Боркслебен
Боркслебен (нем. Borxleben) — община в Германии, в земле Тюрингия. 
Входит в состав района Кифхойзер. Подчиняется управлению Миттельцентрум Артерн.  Население составляет 304 человека (на 31 декабря 2010 года). Занимает площадь 5,33 км².